# Kaladungi
Kaladungi é uma cidade e uma nagar panchayat no distrito de Nainital, no estado indiano de Uttaranchal.

## Demografia
Segundo o censo de 2001, Kaladungi tinha uma população de 6126 habitantes. Os indivíduos do sexo masculino constituem 53% da população e os do sexo feminino 47%. Kaladungi tem uma taxa de literacia de 62%, superior à média nacional de 59.5%: a literacia no sexo masculino é de 70% e no sexo feminino é de 53%. Em Kaladungi, 16% da população está abaixo dos 6 anos de idade.